# 조지아어 위키백과

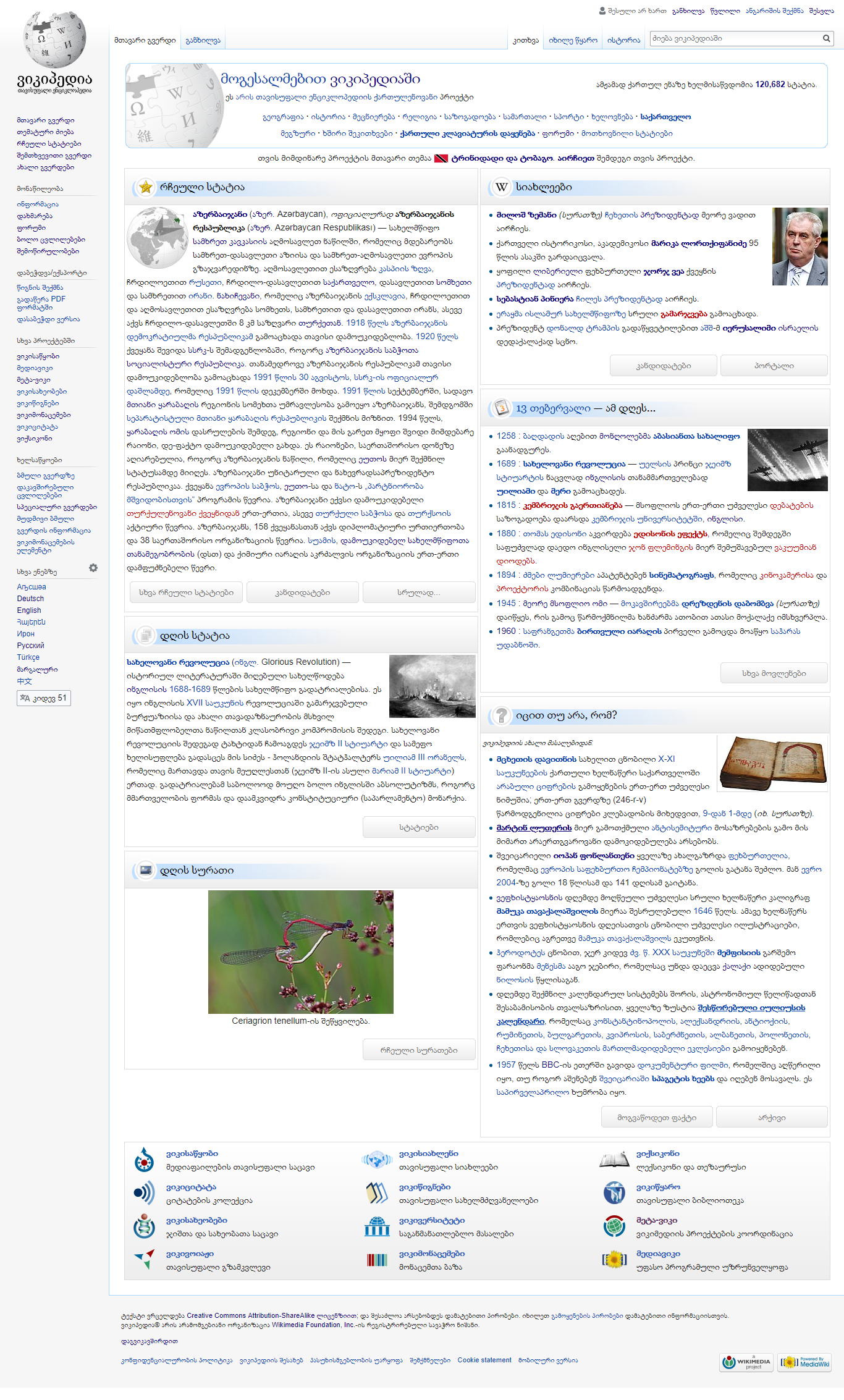

조지아어 위키백과(조지아어: ქართული ვიკიპედია)는 조지아어 버전의 위키백과이다. 2008년 10월 문서 수가 약 24500개를 돌파하였다.

## 같이 보기
- 조지아어
- 위키백과 목록